# 徳田金一

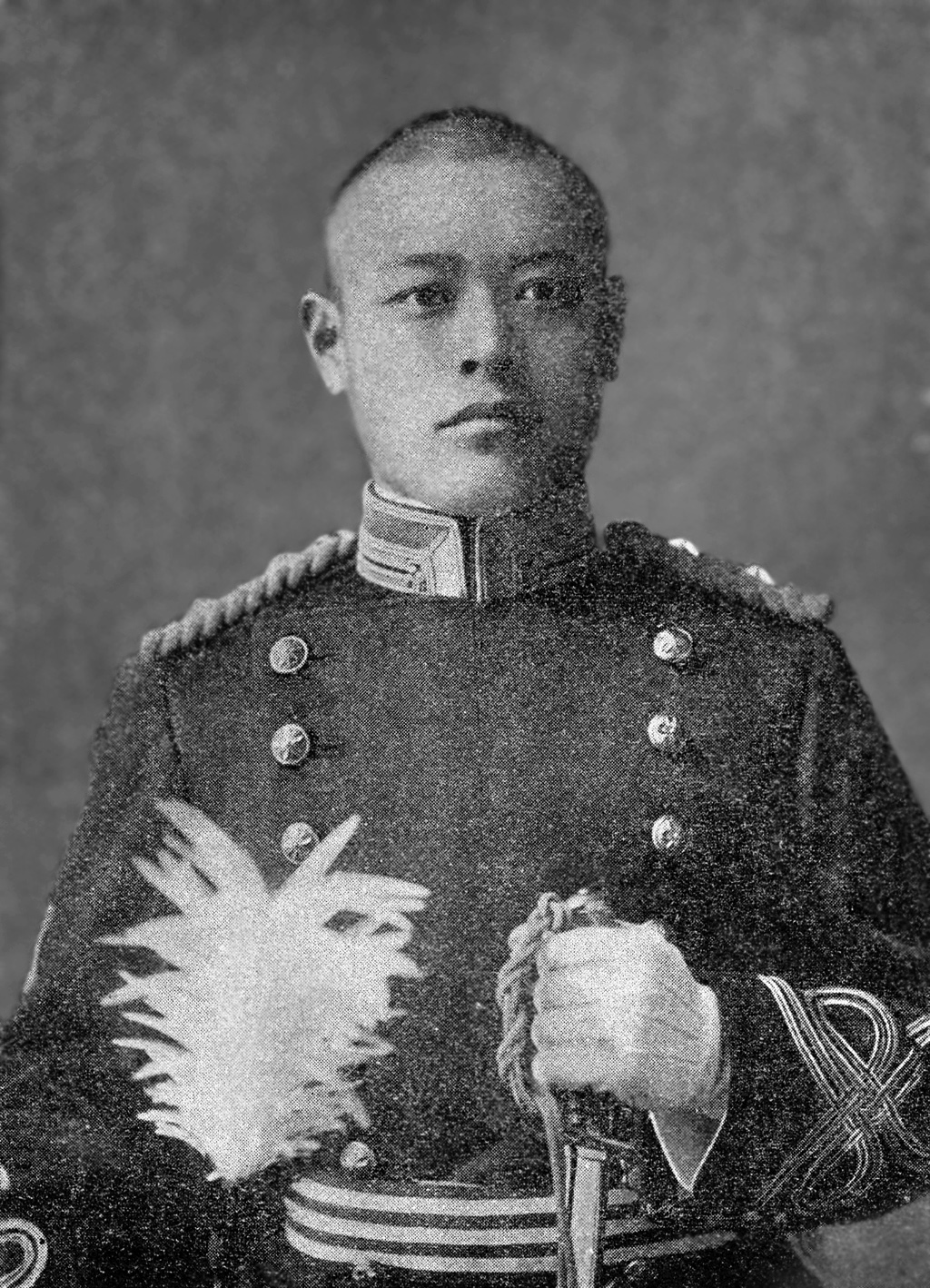
徳田金一

徳田 金一（とくだ きんいち、1885年（明治18年）3月25日 - 1913年（大正2年）3月28日）は、日本の陸軍軍人。最終階級は陸軍中尉。日本陸軍航空黎明期のパイロットであり、同僚の木村鈴四郎とともに、日本における最初の航空事故犠牲者として知られる。

## 略歴
山口県吉敷郡宮野村出身。平民・徳田荘二郎の子。1907年（明治40年）5月31日、陸軍士官学校（19期）本科を卒業し、同年12月26日、少尉に任官。台湾歩兵第3連隊附の歩兵中尉であった1912年（明治45年）5月、歩兵科から抜擢されて第一期飛行術練習生となった。同期の木村鈴四郎中尉（1886年 - 1913年）とともに、フランスで学んだ滋野清武から直接指導を受けていた。木村は金沢市南町の木村三行の養子で、徳田中尉と同じく第一期飛行術練習生として砲兵科から転じた選抜生だった。
1913年（大正2年）3月28日、航空思想普及のため、政府は貴族院・衆議院の議員らを招いて飛行機・飛行船の観覧飛行を行なった。飛行技術を観客に披露したのち、帰還のため木村中尉が操縦するブレリオ式単葉飛行機に徳田も同乗して青山練兵場を発った。正午近く、陸軍所沢飛行場付近東方において、飛行機が突風にあおられて左翼をもぎとられ、300m上空からキリモミ状態となって埼玉県入間郡松井村（現・所沢市下新井）の麦畑に墜落。周囲の者が駆け寄ったとき、木村はスロットルレバーに鼻を強打し顔面を粉砕、一方徳田は操縦席で木村の膝に抱きついた状態で発見されたが、胸部を強打しており、両者ともにほぼ即死状態であった。28歳没。事故死当時、徳田は2児の父親であった。
この事故は日本における最初の航空事故であり、2人は最初の犠牲者であった。事故は各紙で報じられ、与謝野晶子は二人を悼んだ歌を15首作り、新聞に発表した。やまと新聞が弔慰金を呼びかけると全国から4万円が集まり、「悲歌　空中の惨劇」という歌まで作られた。弔慰金で墜落現場の土地が購入され、二人の銅像のついた記念塔が建てられた（1981年に所沢航空記念公園内に移転。墜落地跡には「木村・徳田両中尉殉職記念碑」がある）。殉職の際に2人が着用していた軍服は、その犠牲を物語る血痕もそのままに九段の遊就館に陳列された。

## 年譜
- 1903年（明治36年）4月1日 - 陸士入学
- 1905年（明治38年）7月 - 予科卒業、歩兵第21連隊補充大隊
- 1907年（明治40年）
  - 5月31日 - 本科卒業
  - 12月26日 - 少尉任官
- 1908年（明治41年） - 叙正八位
- 1910年（明治43年）11月 - 中尉
- 1911年（明治44年） - 叙従七位
- 1912年（明治45年）
  - 日付不明 - 台湾歩兵第3連隊附
  - 5月 - 第一期飛行術練習生